# Ludwig Müller (velitel)
Ludwig Müller (17. března 1890, Kadaň – 4. července 1918, Jaderské moře) byl velitel ponorek SM U-11, SM U-15 a SM U-20 v rakousko-uherském námořnictvu během první světové války.

## Život
Ludwig Müller se narodil 17. března 1890 na Sedleckém předměstí v Kadani, v dnes již zbořeném domě čp. 323, tedy v tzv. Weiskopfově mlýně, kde byl tehdy mlynářem jeho otec. Se svým otcem Ludwigem, matkou Josephou Theresií a mnohými sourozenci vyrůstal Ludwig Müller přímo na břehu řeky Ohře, čímž si k vodě vytvořil pozitivní vztah. Když ukončil měšťanskou školu v Kadani, nastoupil Ludwig na Námořní akademii v Rijece. Po jejím úspěšném absolvování v roce 1909 se stal důstojníkem rakousko-uherského námořnictva. Svou kariéru se rozhodl začít u tehdy nejmodernějších a nejobávanějších námořních zbraní, ponorek.
V hodnosti lodního poručíka velel postupně na ponorkách SM U-11, 15 a 20. S posledně jmenovanou ponorkou se zapojil do bojů první světové války a mnohokráte prokázal značnou osobní statečnost. Jeho ponorka SM U-20, byla spuštěna na vodu 18. září 1916. Dne 17. prosince 1916 informovalo královské britské námořnictvo o potopení Müllerovy SM U-20 nedaleko italského města Otranto. Jednalo se však o mylnou informaci, protože ponorka sice byla zasažena, přesto však vyvázla se zanedbatelným poškozením. Naopak 15. března 1917 se nebezpečně srazila s rakousko-uherským křižníkem „Admiral Spaun“. Opět měla štěstí. Osudným se jí však stal 4. červenec 1918, kdy se při ústí řeky Tagliamento do Jaderského moře střetla s italskou ponorku typu F12, byla torpédována a potopena. Velitel Ludwig Müller, tehdy osmadvacetiletý, a dalších jedenáct členů posádky různých národností zahynuli.
Po takřka půl století byla ponorka náhodou objevena rybáři a 21. června 1962 vyjmuta z moře. Pozůstatky mrtvých námořníků byly pohřbeny v parku Vojenské akademie ve Vídeňském Novém Městě. Některé části ponorky pak byly konzervovány a jsou vystaveny ve Vojenském historickém muzeu ve Vídni.

## Fotogalerie
Torzo ponorky SM U-20, torpédované 4. červenec 1918, na které zahynul Ludwig Müller, vystavené ve Vojenském historickém muzeu ve Vídni.

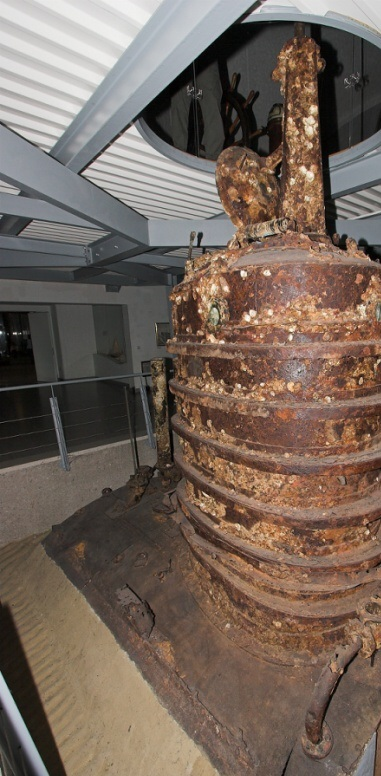
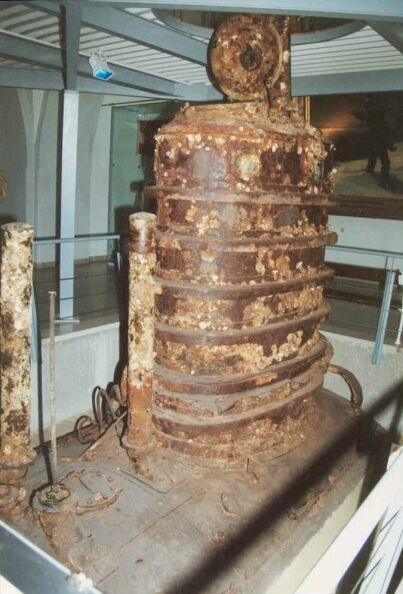
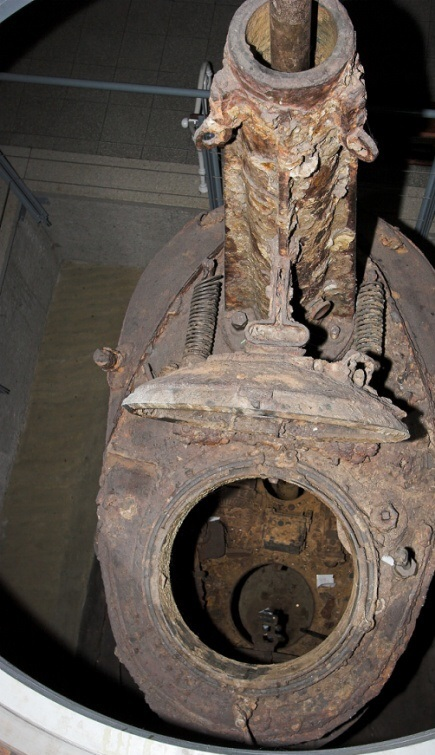